# Monasa
Monasa é um género de ave piciforme da família Bucconidae. O grupo inclui quatro espécies, todas ocorrentes no Brasil, conhecidas vulgarmente como chora-chuva.
Este género contém as seguintes espécies:
- Chora-chuva-de-asa-branca, Monasa atra
- Chora-chuva-preto, Monasa nigrifrons
- Chora-chuva-de-cara-branca, Monasa morphoeus
- Chora-chuva-de-bico-amarelo, Monasa flavirostris